# Parhydraena rugosa
Parhydraena rugosa är en skalbaggsart som beskrevs av Armand D'Orchymont 1948. Parhydraena rugosa ingår i släktet Parhydraena och familjen vattenbrynsbaggar. Inga underarter finns listade i Catalogue of Life.